# Бакке, Трине
Трине Бакке-Рогнмо (норв. Trine Bakke-Rognmo; род. 11 января 1975, Тронхейм) — норвежская горнолыжница, наиболее успешно выступавшая в слаломе. Представляла сборную Норвегии по горнолыжному спорту в 1994—2006 годах, бронзовая призёрка чемпионата мира, победительница двух этапов Кубка мира, восьмикратная чемпионка норвежского национального первенства, участница трёх зимних Олимпийских игр.

## Биография
Трине Бакке родилась 11 января 1975 года в городе Тронхейм губернии Сёр-Трёнделаг, Норвегия. Проходила подготовку в местном лыжном клубе «Фрейдиг».
В 1994 году вошла в основной состав норвежской национальной сборной и дебютировала в Кубке мира, выступила на чемпионате мира среди юниоров в Лейк-Плэсиде. Благодаря череде удачных выступлений удостоилась права защищать честь страны на домашних зимних Олимпийских играх в Лиллехаммере — в слаломе была дисквалифицирована во время первой попытки и не показала никакого результата, тогда как в гигантском слаломе заняла итоговое 19 место.
Стартовала в слаломе на мировом первенстве 1996 года в Сьерра-Неваде, но сошла с дистанции в первой же попытке. Год спустя на аналогичных соревнованиях в Сестриере показала в той же дисциплине восьмой результат.
Находясь в числе лидеров главной горнолыжной команды Норвегии, благополучно прошла отбор на Олимпийские игры 1998 года в Нагано — на сей раз выступала исключительно в слаломе, шла четырнадцатой после первой попытки, но во второй попытке не финишировала.
Одним из самых успешных сезонов в спортивной карьере Бакке оказался сезон 1999 года. Она впервые одержала победу на этапе Кубка мира, выиграв слалом в австрийском Санкт-Антоне. Кроме того, побывала на чемпионате мира в Вейле, откуда привезла награду бронзового достоинства, полученную в слаломе — пропустила вперёд только новозеландку Зали Стегалл и шведку Перниллу Виберг.
В январе 2000 года выиграла состязания по слалому на этапе Кубка мира в словенском Мариборе.
На Олимпийских играх 2002 года в Солт-Лейк-Сити не показала в слаломе результата, провалив первую попытку.
Участвовала в чемпионатах мира 2003 года в Санкт-Морице и 2005 года в Санта-Катерине, но в обоих случаях до финиша не добралась.
Впоследствии оставалась действующей спортсменкой вплоть до 2009 года. В течение своей длительной спортивной карьеры Трине Бакке в общей сложности десять раз поднималась на подиум Кубка мира, в том числе имеет в послужном списке две золотые медали, четыре серебряные и четыре бронзовые. Ей так и не удалось завоевать Хрустальный глобус, но в двух сезонах она была в слаломе четвёртой. Наивысшая позиция в общем зачёте всех дисциплин — 21 место. Является, помимо всего прочего, восьмикратной чемпионкой Норвегии по горнолыжному спорту.